# Daedalellus nigrofastigium
Daedalellus nigrofastigium är en insektsart som beskrevs av Nickle 2001. Daedalellus nigrofastigium ingår i släktet Daedalellus och familjen vårtbitare. Inga underarter finns listade i Catalogue of Life.